# Ljungs socken, Östergötland
Ljungs socken i Östergötland ingick i Gullbergs härad (före 1890 även del i Bobergs härad), ingår sedan 1971 i Linköpings kommun och motsvarar från 2016 Ljungs distrikt.
Socknens areal är 98,40 kvadratkilometer, varav 93,66 land. År 2000 fanns här 803 invånare. Ljungs slott samt kyrkbyn Ljung med sockenkyrkan Ljungs kyrka ligger i socknen.

## Administrativ historik
Ljungs socken har medeltida ursprung.
Före 1890 låg en del av jordabokssocknen i Brunneby socken i Bobergs härad, för att då överföras till Gullbergs härad: 1/2 mantal Bjärka. En mindre del av Kungs Norrby 1:89 i Brunneby socken har tillförts Bjärka 1:3.
Vid kommunreformen 1862 övergick socknens ansvar för de kyrkliga frågorna till Ljungs församling och för de borgerliga frågorna till Ljungs landskommun. Landskommunen inkorporerades 1952 i Vreta klosters landskommun och ingår sedan 1971 i Linköpings kommun. Församlingen uppgick 2006 i Vreta klosters församling.
1 januari 2016 inrättades distriktet Ljung, med samma omfattning som församlingen hade 1999/2000.  
Socknen har tillhört samma fögderier och domsagor som socknens härader.  De indelta soldaterna tillhörde  Första livgrenadjärregementet, Vreta Klosters kompani och Andra livgrenadjärregementet, Vestanstångs kompani.

## Geografi
Ljungs socken ligger nordväst om Roxen och öster om Boren, kring Motala ström och Norrbysjön. Socknen är norr om Norrbysjön en skogsbygd, söder därom en slättbygd.

## Fornlämningar
Kända från socknen är spridda gravar och ett gravfält från järnåldern.samt fornborgen Gottorpe slott i socknens norra del.

## Namnet
Namnet (1367 Liwnge) kommer från kyrkbyn och syftar på ljungbeväxt mark.

### Fotnoter
1. 1 2  Svensk Uppslagsbok andra upplagan 1947–1955: Ljung socken
2. 1 2  Harlén, Hans; Harlén Eivy (2003). Sverige från A till Ö: geografisk-historisk uppslagsbok. Stockholm: Kommentus. Libris 9337075. ISBN 91-7345-139-8
3. ↑  Kyrkoarkivet för  Ljungs socken, Östergötland – Nationella arkivdatabasen, Riksarkivet
4. ↑  ”Församlingar”. Statistiska centralbyrån. https://www.scb.se/hitta-statistik/regional-statistik-och-kartor/regionala-indelningar/forsamlingar/. Läst 30 december 2022.
5. ↑  Administrativ historik för Ljung socken (Klicka på församlingsposten). Källa: Nationella arkivdatabasen, Riksarkivet.
6. 1 2  Sjögren, Otto (1931). Sverige geografisk beskrivning del 2 Östergötlands, Jönköpings, Kronobergs, Kalmar och Gotlands län. Stockholm: Wahlström & Widstrand. Libris 9939
7. 1 2  Nationalencyklopedin
8. ↑  Fornlämningar, Statens historiska museum: Ljungs socken, Östergötland
9. ↑  Fornminnesregistret, Riksantikvarieämbetet: Ljungs socken, Östergötland Fornminnen i socknen erhålls på kartan genom att skriva in sockennamn (utan "socken") i "Ange geografiskt område"
10. ↑  Mats Wahlberg, red (2003). Svenskt ortnamnslexikon. Uppsala: Institutet för språk och folkminnen. Libris 8998039. ISBN 91-7229-020-X. https://isof.diva-portal.org/smash/get/diva2:1175717/FULLTEXT02.pdf